# Buthus adrianae
Buthus adrianae – gatunek skorpiona z rodziny Buthidae, zamieszkującego Egipt.

## Taksonomia
Gatunek ten opisany został w 2013 roku przez Andreę Rossi. Nazwa gatunkowa została nadana na cześć Adriany Ratto Politi, która sfinansowała badania.

## Opis
Skorpion ten osiąga średnie rozmiary jak na przedstawicieli rodzaju Buthus. Samce osiągają do 70, a samice do 68 mm długości ciała. Grzebienie u samców z 27-31, a u samic 23-24 ząkami. 

### Głowotułów
Karapaks ubarwiony brązowo z ciemniejszymi żeberkami (carinae). Przednio-środkowe żeberko umiarkowanie zaznaczone. Żeberka środkowo-boczne i tylne zaznaczone silnie. Oczy środkowe ciemnobrązowe o rozstawie równym dwóm ich średnicom. Boczne oczka, w liczbie 3 par, czarne.

### Przedodwłok
Tergity ciemnobrązowe do czarniawych z czarnymi żeberkami i dwoma podłużnymi jaśniejszymi pasami. Tergit VII bokami żółtawo-brązowy. Tergity od I do VI z trzema, a VII z pięcioma żeberkami. Sternity brązowe. Sternit VI z dwoma, a VII z czterema żeberkami. Pozostałe gładkie.

### Zaodwłok
Zaodwłok żółtawo-brązowy, silnie wydłużony o wszystkich członach dłuższych niż szerokich. Na segmentach kolejno: 10, 10, 10, 8 i 5 żeberek. Przestrzenie między żeberkami drobno granulowane. Odbyt z dwoma płatkami. Telson żółtawo-brązowy, z kilkoma włoskami, o pęcherzyku stosunkowo małym i płaskim, a kolcu (aculeus) bardzo długim i zakrzywionym.

### Odnóża
Szczękoczułki żółtawe z czarnymi zębami. Nogogłaszczki o udach pięciożeberkowanych, rzepkach ośmiożeberkowanych, a szczypcach pozbawionych żeberek. Palce ruchome (tarsus) z 10 rzędami granulek. Żeberka na rzepkach z ciemniejszą pigmentacją. Nogogłaszki i odnóża tułowiowe żółtawo-brązowe.

### Gatunki podobne
Od podobnego Buthus orientalis Lourenço et Simon, 2012 różni się żeberkami na brzusznej stronie segmentów II i III zaodwłoka całkowicie gładkimi, pęcherzykiem telsonu małym i płaskim, kolcem bardzo długim, a tergitami bardzo ciemnymi z dwoma podłużnymi pasami.

## Występowanie
Gatunek ten jest endemitem Egiptu. Znany wyłącznie z pojedynczego stanowiska w El-Hamam na północy kraju.